# Manuel Vilariño
Manuel Vilariño (La Corogne, 1952) est un photographe et poète espagnol.

## Biographie
Vilarino a réalisé ses premières expositions en 1980, à Vigo et La Corogne.
Depuis ses nombreux voyages, l'essentiel de son œuvre est sa tentative de capter la spiritualité de l'Inde et de l'Éthiopie.
Il fut consacré en 2002 par son exposition majeure au Centre galicien d'art contemporain de Saint-Jacques de Compostelle.
Outre ses natures mortes, Vilarino réalise des portraits et des photographies de paysage.

## Prix et récompenses
- 2007 : Prix national de la photographie (Espagne)

## Collections
- Musée Reina Sofía
- Fine arts museum, Houston
- Nombreux musées en Espagne

## Expositions
- 2007, Représentant de l'Espagne à la Biennale de Venise

## Publications
- Terra en Trance, 2008
- Fío e sombra. Santiago de Compostela, CGAC, 2002
- Castro, X. A. : Manuel Vilariño, texte de X. A. Castro, Château d'eau de Toulouse, 2001

## Source
- (es) Cet article est partiellement ou en totalité issu de l’article de Wikipédia en espagnol intitulé « Manuel Vilariño » (voir la liste des auteurs).